# Gustav Gottlob von Wrochem
Gustav Gottlob von Wrochem (ur. 1768, zm. 16 czerwca 1816) – właściciel Pszowa, landrat powiatu raciborskiego. Na stanowisku landrata znalazł się po jego ojcu, Johannu Heinrichu von Wrochem w 1798 roku. Urząd ten piastował aż do swojej śmierci, 16 czerwca 1816 roku. Jego następcą został kolejny przedstawiciel rodu Wrochemów, Gottlob Adam Johann von Wrochem.